# Camilo González Posso
Camilo Gónzalez Posso (Popayán, 27 de junio de 1947) es un ingeniero químico, maestro en economía, especialista en Ciencias de la Complejidad y promotor de paz en Colombia.

## Trayectoria
Comenzó su carrera como docente en diferentes universidades en Cali y Bogotá, Colombia, incluida la Universidad Nacional de Colombia, permaneciendo en la academia por más de 20 años.
Camilo González es autor de varios libros sobre teoría política y economía colombiana, que incluyen  Historia de Colombia - Siglo 20 , 'Planificación popular participativa' ',' Reformas de la seguridad social: salud, pensiones y políticas de riesgos profesionales  "El fin del neoliberalismo: neoestructuralismo y desarrollo alternativo","Constitución y democracia", Coca no es cocaína, Unidades Agrícolas Familiares y concentración de la tierra en Colombia, Petróleo y conflicto,Energía Eólica en territorio Wayuu, Memorias con futuro, Memoria en Clave de Paz, entre otros.
González Posso es el promotor, fundador y presidente de varios partidos políticos colombianos entre 1968 y 2002; colaboró en varios procesos de paz dentro y fuera de Colombia. Entre 1975 y 1981 participó con el Cuarto Internacional, colaborando con procesos democráticos en Nicaragua, Perú, Brasil, Francia y Polonia. 
A partir de 1984 participó en negociaciones de paz con organizaciones de la guerrilla en Colombia, trabajando como asesor de Carlos Pizarro para negociar la desmovilización de las guerrillas M19. Se desempeñó como negociador del acuerdo de la Asamblea Constitucional de 1991. También fue uno de los coordinadores del Mandato para la Paz, que recibió 10 millones de votos en 1997 y pidió una iniciativa de paz en busca de justicia social y el fin de la guerra civil.Entre 1991 y 2016 contribuyó en las iniciativas ciudadanas por la paz y en intentos de negociación con Colombia. Fundador y director del Centro de Memoria, Paz y Reconciliación en Bogotá. Fue designado, por los firmantes del acuerdo de paz de La Habana (2016) como integrante de la Comisión Nacional de Garantías de Seguridad, que encabeza el Presidente de la República (2016 - ) 
González Posso fue elegido Ministro de Estado para la Salud bajo el gobierno de Cesar Gaviria. Actualmente es el presidente de INDEPAZ, el Instituto para la Paz y el Desarrollo (Instituto de Estudios para el Desarrollo y la Paz).